# Travis Pita Sinapati
Travis Pita Sinapati (sinh 21 tháng 9 năm 1982) là một cầu thủ bóng đá Samoa thuộc Mỹ. Anh đang thi đấu cho Đội tuyển quốc gia Samoa thuộc Mỹ.

## Thống kê đội tuyển quốc gia
| Đội tuyển bóng đá quốc gia Samoa thuộc Mỹ | Đội tuyển bóng đá quốc gia Samoa thuộc Mỹ | Đội tuyển bóng đá quốc gia Samoa thuộc Mỹ |
| Năm                                       | Số trận                                   | Số bàn thắng                              |
| ----------------------------------------- | ----------------------------------------- | ----------------------------------------- |
| 2001                                      |                                           |                                           |
| 2002                                      |                                           |                                           |
| 2003                                      |                                           |                                           |
| 2004                                      | 4                                         | 0                                         |
| 2005                                      | 0                                         | 0                                         |
| 2006                                      | 0                                         | 0                                         |
| 2007                                      | 4                                         | 0                                         |
| Tổng                                      |                                           |                                           |